# Seznam děkanů Hudební fakulty Janáčkovy akademie múzických umění
Toto je seznam děkanů Hudební fakulty Janáčkovy akademie múzických umění.
1. Jan Kunc (1947–1948)
2. Ludvík Kundera (1948–1950)
3. František Kudláček (1950–1959)
v letech 1959–1990 fakulta neexistovala
4. Jiří Skovajsa (1990–1993)
5. Bohumil Smejkal (1993–1999)
6. Kamila Klugarová (1999–2002)
7. Ivo Medek (2002–2008)
8. Vít Spilka (2008–2012)
9. Jindřich Petráš (2012–2020)
10. Barbara Maria Willi (od 2020)[2]